# Jaroslav Jiřík
Jaroslav Jiřík (né le 10 décembre 1939 à Vojnův Městec au Protectorat de Bohême-Moravie, aujourd'hui ville de République tchèque et mort le 11 juillet 2011 à Brno en République tchèque) est un joueur professionnel de hockey sur glace tchécoslovaque devenu entraîneur.

## Biographie
Il commence sa carrière avec le HC Kladno, puis se joint au HC Kometa Brno. En 1969, il devient le premier joueur de hockey provenant d'un pays communiste à pouvoir jouer dans la LNH et donc le premier joueur tchécoslovaque à y jouer. Il a joué trois matchs avec les Blues de Saint-Louis. Ensuite il retourne jouer à Brno et prend sa retraite en 1975.

## Statistiques
| Saison    | Équipe               | Ligue           |    | Saison régulière | Saison régulière | Saison régulière | Saison régulière | Saison régulière |   | Séries éliminatoires | Séries éliminatoires | Séries éliminatoires | Séries éliminatoires | Séries éliminatoires |
| Saison    | Équipe               | Ligue           | PJ | B                | A                | Pts              | Pun              | PJ               | B | A                    | Pts                  | Pun                  |                      |                      |
| 1957-1958 | HC Kladno            | Tchécoslovaquie | 22 | 14               | 0                | 14               | -                | -                | - | -                    | -                    | -                    |                      |                      |
| 1958-1959 | HC Kladno            | Tchécoslovaquie | 22 | 16               | 0                | 16               | -                | -                | - | -                    | -                    | -                    |                      |                      |
| 1959-1960 | HC Kladno            | Tchécoslovaquie | 22 | 14               | 0                | 14               | -                | -                | - | -                    | -                    | -                    |                      |                      |
| 1960-1961 | HC Kladno            | Tchécoslovaquie | 24 | 22               | 0                | 22               | -                | -                | - | -                    | -                    | -                    |                      |                      |
| 1961-1962 | HC Kometa Brno       | Tchécoslovaquie | 31 | 30               | 11               | 41               | -                | -                | - | -                    | -                    | -                    |                      |                      |
| 1962-1963 | HC Kometa Brno       | Tchécoslovaquie | 28 | 23               | 10               | 33               | -                | -                | - | -                    | -                    | -                    |                      |                      |
| 1963-1964 | HC Kometa Brno       | Tchécoslovaquie | 6  | 3                | 0                | 3                | -                | -                | - | -                    | -                    | -                    |                      |                      |
| 1964-1965 | HC Kometa Brno       | Tchécoslovaquie | 30 | 23               | 13               | 36               | -                | -                | - | -                    | -                    | -                    |                      |                      |
| 1965-1966 | HC Kometa Brno       | Tchécoslovaquie | 35 | 26               | 13               | 39               | -                | -                | - | -                    | -                    | -                    |                      |                      |
| 1966-1967 | HC Kometa Brno       | Tchécoslovaquie | 34 | 16               | 8                | 24               | -                | -                | - | -                    | -                    | -                    |                      |                      |
| 1967-1968 | HC Kometa Brno       | Tchécoslovaquie | 28 | 16               | 15               | 31               | -                | -                | - | -                    | -                    | -                    |                      |                      |
| 1968-1969 | HC Kometa Brno       | Tchécoslovaquie | 32 | 36               | 7                | 43               | -                | -                | - | -                    | -                    | -                    |                      |                      |
| 1969-1970 | Blues de Saint-Louis | LNH             | 3  | 0                | 0                | 0                | -                | -                | - | -                    | -                    | -                    |                      |                      |
| 1969-1970 | Blues de Kansas City | LCH             | 53 | 19               | 16               | 35               | 11               | -                | - | -                    | -                    | -                    |                      |                      |
| 1970-1971 | HC Kometa Brno       | Tchécoslovaquie | 41 | 31               | 12               | 43               | -                | -                | - | -                    | -                    | -                    |                      |                      |
| 1971-1972 | HC Kometa Brno       | Tchécoslovaquie | 22 | 12               | 6                | 18               | 34               | -                | - | -                    | -                    | -                    |                      |                      |
| 1972-1973 | HC Kometa Brno       | Tchécoslovaquie | 26 | 13               | 2                | 15               | 16               | -                | - | -                    | -                    | -                    |                      |                      |
| 1973-1974 | HC Kometa Brno       | Tchécoslovaquie | 34 | 9                | 4                | 13               | -                | -                | - | -                    | -                    | -                    |                      |                      |
| 1974-1975 | HC Kometa Brno       | Tchécoslovaquie | 15 | 4                | 4                | 8                | -                | -                | - | -                    | -                    | -                    |                      |                      |